# 皇家宮殿劇院
皇家宮殿劇院（法語：Théâtre du Palais-Royal）是位於法國首都巴黎的一座劇院，擁有750個座位。皇家宮殿劇院始建於1784年。

## 外部連結

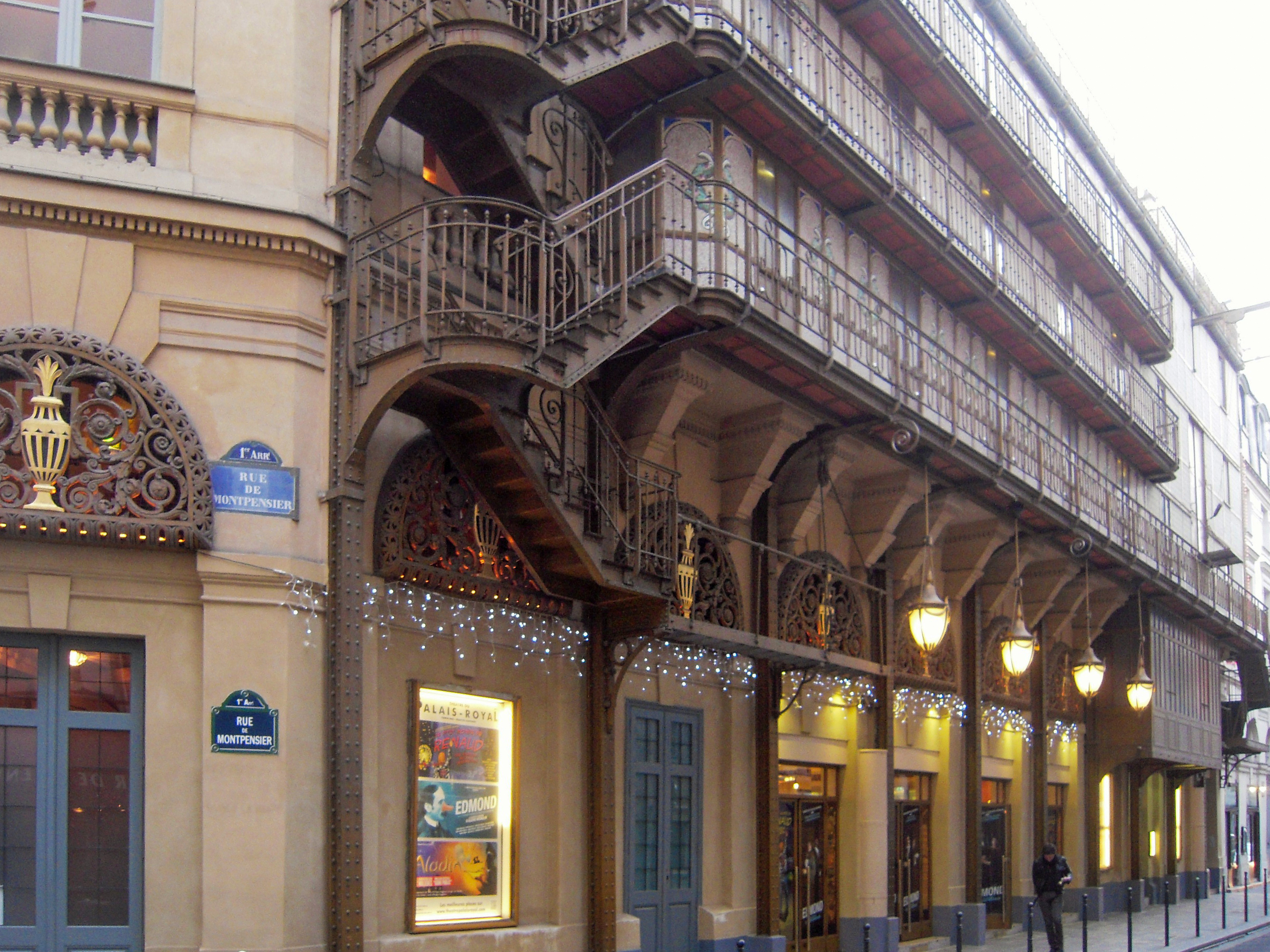

- Théâtre du Palais-Royal official website （页面存档备份，存于）